# Кателло Амаранте
Кателло Амаранте  (італ. Catello Amarante; 15 серпня 1979) — італійський веслувальник, олімпійський медаліст.

## Виступи на Олімпіадах
| Олімпіада   | Дисципліна                              | Місце |
| ----------- | --------------------------------------- | ----- |
| Сідней 2000 | легка четвірка розстібна без стернового | 4     |
| Афіни 2004  | легка четвірка розстібна без стернового | 3     |
| Пекін 2008  | легка четвірка розстібна без стернового | 7     |